# Vuelta a Burgos 2024
La 46.ª edición de la Vuelta a Burgos fue una carrera de ciclismo en ruta por etapas que se celebró entre el 5 y el 9 de agosto de 2024 en la provincia de Burgos en España, con inicio en Vilviestre del Pinar y final en Treviño sobre un recorrido de 641,5 kilómetros.
La carrera formó parte del UCI ProSeries 2024, calendario ciclístico mundial de segunda división, dentro de la categoría UCI 2.Pro. El vencedor final fue el estadounidense Sepp Kuss del Visma | Lease a Bike, quien estuvo acompañado en el podio por el británico Max Poole del dsm-firmenich PostNL y el neozelandés Finn Fisher-Black del UAE Emirates, segundo y tercer clasificado respectivamente.

## Equipos participantes
Tomaron parte en la carrera 21 equipos: 14 de categoría UCI WorldTeam y 7 de categoría UCI ProTeam quienes conformaron un pelotón de 139 ciclistas de los cuales terminaron 127. Los equipos participantes fueron:
| WorldTeams (14)- EF Education-EasyPost - Groupama-FDJ - Intermarché-Wanty - Movistar Team - Bahrain Victorious - Team dsm-firmenich PostNL - Decathlon-AG2R La Mondiale - Astana Qazaqstan Team - UAE Team Emirates - Lidl-Trek - Red Bull-Bora-Hansgrohe - Team Visma \| Lease a Bike - Ineos Grenadiers - Team Jayco AlUla ProTeams (7)- Burgos-BH - Caja Rural-Seguros RGA - Equipo Kern Pharma - Euskaltel-Euskadi - Tudor Pro Cycling Team - Q36.5 Pro Cycling Team - Polti Kometa |
| |

## Recorrido
La Vuelta a Burgos dispuso de cinco etapas para un recorrido total de 641,5 kilómetros.
| Etapa     | Fecha    | Recorrido                         | type                    | Distancia (km) | Ganador       | Líder         |
| --------- | -------- | --------------------------------- | ----------------------- | -------------- | ------------- | ------------- |
| 1.ª etapa | 5 de ago | Vilviestre del Pinar – Burgos     | etapa escarpada         | 168            | Pavel Bittner | Pavel Bittner |
| 2.ª etapa | 6 de ago | Villasana de Mena – Ojo Guareña   | etapa escarpada         | 161            | Caleb Ewan    | Caleb Ewan    |
| 3.ª etapa | 7 de ago | Gumiel de Izán – Lagunas de Neila | etapa de montaña        | 138            | Sepp Kuss     | Sepp Kuss     |
| 4.ª etapa | 9 de ago | Santa María del Campo – Pampliega | contrarreloj individual | 18,5           | Jay Vine      | Sepp Kuss     |
| 5.ª etapa | 9 de ago | Frías – Treviño                   | etapa escarpada         | 156            | Pavel Bittner | Sepp Kuss     |

## Desarrollo de la carrera

### 1.ª etapa
| Vilviestre del Pinar - Burgos | etapa escarpada | (168 km) |

| \| Clasificación de la etapa \| Clasificación de la etapa \| Clasificación de la etapa \| Clasificación de la etapa \| Clasificación de la etapa \| \| Ciclista \| Ciclista \| Equipo \| Tiempo \| \| \| ------------------------- \| ------------------------- \| -------------------------- \| ------------------------- \| ------------------------- \| \| 1.º \| Pavel Bittner \| Team dsm-firmenich PostNL \| 4 h 02 min 26 s \| \| \| 2.º \| Giacomo Nizzolo \| Q36.5 Pro Cycling Team \| + 0 s \| \| \| 3.º \| Iván García Cortina \| Movistar Team \| + 0 s \| \| \| 4.º \| Edoardo Affini \| Team Visma \\| Lease a Bike \| + 0 s \| \| \| 5.º \| Ivo Oliveira \| UAE Team Emirates \| + 0 s \| \| \| 6.º \| Ide Schelling \| Astana Qazaqstan Team \| + 0 s \| \| \| 7.º \| Marius Mayrhofer \| Tudor Pro Cycling Team \| + 0 s \| \| \| 8.º \| Kim Heiduk \| Ineos Grenadiers \| + 0 s \| \| \| 9.º \| Caleb Ewan \| Team Jayco AlUla \| + 0 s \| \| \| 10.º \| Sander De Pestel \| Decathlon-AG2R La Mondiale \| + 0 s \| \| |                     |                            |                 |
| |                     |                            |                 |
| |                     |                            |                 |
| Clasificación de la etapa |                     |                            |                 |
| Ciclista | Ciclista            | Equipo                     | Tiempo          |
| 1.º | Pavel Bittner       | Team dsm-firmenich PostNL  | 4 h 02 min 26 s |
| 2.º | Giacomo Nizzolo     | Q36.5 Pro Cycling Team     | + 0 s           |
| 3.º | Iván García Cortina | Movistar Team              | + 0 s           |
| 4.º | Edoardo Affini      | Team Visma \| Lease a Bike | + 0 s           |
| 5.º | Ivo Oliveira        | UAE Team Emirates          | + 0 s           |
| 6.º | Ide Schelling       | Astana Qazaqstan Team      | + 0 s           |
| 7.º | Marius Mayrhofer    | Tudor Pro Cycling Team     | + 0 s           |
| 8.º | Kim Heiduk          | Ineos Grenadiers           | + 0 s           |
| 9.º | Caleb Ewan          | Team Jayco AlUla           | + 0 s           |
| 10.º | Sander De Pestel    | Decathlon-AG2R La Mondiale | + 0 s           |

| \| Clasificación general \| Clasificación general \| Clasificación general \| Clasificación general \| Clasificación general \| \| Ciclista \| Ciclista \| Equipo \| Tiempo \| \| \| --------------------- \| --------------------- \| -------------------------- \| --------------------- \| --------------------- \| \| 1.º \| Pavel Bittner \| Team dsm-firmenich PostNL \| 4 h 02 min 16 s \| \| \| 2.º \| Giacomo Nizzolo \| Q36.5 Pro Cycling Team \| + 4 s \| \| \| 3.º \| Iván García Cortina \| Movistar Team \| + 6 s \| \| \| 4.º \| Max Poole \| Team dsm-firmenich PostNL \| + 7 s \| \| \| 5.º \| Ben Tulett \| Team Visma \\| Lease a Bike \| + 9 s \| \| \| 6.º \| Edoardo Affini \| Team Visma \\| Lease a Bike \| + 10 s \| \| \| 7.º \| Ivo Oliveira \| UAE Team Emirates \| + 10 s \| \| \| 8.º \| Ide Schelling \| Astana Qazaqstan Team \| + 10 s \| \| \| 9.º \| Marius Mayrhofer \| Tudor Pro Cycling Team \| + 10 s \| \| \| 10.º \| Kim Heiduk \| Ineos Grenadiers \| + 10 s \| \| |                     |                            |                 |
| |                     |                            |                 |
| |                     |                            |                 |
| Clasificación general |                     |                            |                 |
| Ciclista | Ciclista            | Equipo                     | Tiempo          |
| 1.º | Pavel Bittner       | Team dsm-firmenich PostNL  | 4 h 02 min 16 s |
| 2.º | Giacomo Nizzolo     | Q36.5 Pro Cycling Team     | + 4 s           |
| 3.º | Iván García Cortina | Movistar Team              | + 6 s           |
| 4.º | Max Poole           | Team dsm-firmenich PostNL  | + 7 s           |
| 5.º | Ben Tulett          | Team Visma \| Lease a Bike | + 9 s           |
| 6.º | Edoardo Affini      | Team Visma \| Lease a Bike | + 10 s          |
| 7.º | Ivo Oliveira        | UAE Team Emirates          | + 10 s          |
| 8.º | Ide Schelling       | Astana Qazaqstan Team      | + 10 s          |
| 9.º | Marius Mayrhofer    | Tudor Pro Cycling Team     | + 10 s          |
| 10.º | Kim Heiduk          | Ineos Grenadiers           | + 10 s          |

### 2.ª etapa
| Villasana de Mena - Ojo Guareña | etapa escarpada | (161 km) |

| \| Clasificación de la etapa \| Clasificación de la etapa \| Clasificación de la etapa \| Clasificación de la etapa \| Clasificación de la etapa \| \| Ciclista \| Ciclista \| Equipo \| Tiempo \| \| \| ------------------------- \| ------------------------- \| ------------------------- \| ------------------------- \| ------------------------- \| \| 1.º \| Caleb Ewan \| Team Jayco AlUla \| 3 h 59 min 43 s \| \| \| 2.º \| Roger Adrià \| Red Bull-Bora-Hansgrohe \| + 0 s \| \| \| 3.º \| Iván García Cortina \| Movistar Team \| + 0 s \| \| \| 4.º \| Rémy Rochas \| Groupama-FDJ \| + 0 s \| \| \| 5.º \| Quinn Simmons \| Lidl-Trek \| + 0 s \| \| \| 6.º \| Antonio Angulo \| Burgos-BH \| + 0 s \| \| \| 7.º \| Jon Aberasturi \| Euskaltel-Euskadi \| + 0 s \| \| \| 8.º \| Patrick Konrad \| Lidl-Trek \| + 0 s \| \| \| 9.º \| Pavel Bittner \| Team dsm-firmenich PostNL \| + 0 s \| \| \| 10.º \| Nicolò Parisini \| Q36.5 Pro Cycling Team \| + 0 s \| \| |                     |                           |                 |
| |                     |                           |                 |
| |                     |                           |                 |
| Clasificación de la etapa |                     |                           |                 |
| Ciclista | Ciclista            | Equipo                    | Tiempo          |
| 1.º | Caleb Ewan          | Team Jayco AlUla          | 3 h 59 min 43 s |
| 2.º | Roger Adrià         | Red Bull-Bora-Hansgrohe   | + 0 s           |
| 3.º | Iván García Cortina | Movistar Team             | + 0 s           |
| 4.º | Rémy Rochas         | Groupama-FDJ              | + 0 s           |
| 5.º | Quinn Simmons       | Lidl-Trek                 | + 0 s           |
| 6.º | Antonio Angulo      | Burgos-BH                 | + 0 s           |
| 7.º | Jon Aberasturi      | Euskaltel-Euskadi         | + 0 s           |
| 8.º | Patrick Konrad      | Lidl-Trek                 | + 0 s           |
| 9.º | Pavel Bittner       | Team dsm-firmenich PostNL | + 0 s           |
| 10.º | Nicolò Parisini     | Q36.5 Pro Cycling Team    | + 0 s           |

| \| Clasificación general \| Clasificación general \| Clasificación general \| Clasificación general \| Clasificación general \| \| Ciclista \| Ciclista \| Equipo \| Tiempo \| \| \| --------------------- \| --------------------- \| ------------------------- \| --------------------- \| --------------------- \| \| 1.º \| Caleb Ewan \| Team Jayco AlUla \| 8 h 01 min 59 s \| \| \| 2.º \| Pavel Bittner \| Team dsm-firmenich PostNL \| + 0 s \| \| \| 3.º \| Iván García Cortina \| Movistar Team \| + 2 s \| \| \| 4.º \| Roger Adrià \| Red Bull-Bora-Hansgrohe \| + 4 s \| \| \| 5.º \| Max Poole \| Team dsm-firmenich PostNL \| + 7 s \| \| \| 6.º \| Antonio Angulo \| Burgos-BH \| + 10 s \| \| \| 7.º \| Matevž Govekar \| Bahrain Victorious \| + 10 s \| \| \| 8.º \| Marc Brustenga \| Equipo Kern Pharma \| + 10 s \| \| \| 9.º \| Rémy Rochas \| Groupama-FDJ \| + 10 s \| \| \| 10.º \| Quinn Simmons \| Lidl-Trek \| + 10 s \| \| |                     |                           |                 |
| |                     |                           |                 |
| |                     |                           |                 |
| Clasificación general |                     |                           |                 |
| Ciclista | Ciclista            | Equipo                    | Tiempo          |
| 1.º | Caleb Ewan          | Team Jayco AlUla          | 8 h 01 min 59 s |
| 2.º | Pavel Bittner       | Team dsm-firmenich PostNL | + 0 s           |
| 3.º | Iván García Cortina | Movistar Team             | + 2 s           |
| 4.º | Roger Adrià         | Red Bull-Bora-Hansgrohe   | + 4 s           |
| 5.º | Max Poole           | Team dsm-firmenich PostNL | + 7 s           |
| 6.º | Antonio Angulo      | Burgos-BH                 | + 10 s          |
| 7.º | Matevž Govekar      | Bahrain Victorious        | + 10 s          |
| 8.º | Marc Brustenga      | Equipo Kern Pharma        | + 10 s          |
| 9.º | Rémy Rochas         | Groupama-FDJ              | + 10 s          |
| 10.º | Quinn Simmons       | Lidl-Trek                 | + 10 s          |

### 3.ª etapa
| Gumiel de Izán - Lagunas de Neila | etapa de montaña | (138 km) |

| \| Clasificación de la etapa \| Clasificación de la etapa \| Clasificación de la etapa \| Clasificación de la etapa \| Clasificación de la etapa \| \| Ciclista \| Ciclista \| Equipo \| Tiempo \| \| \| ------------------------- \| ------------------------- \| -------------------------- \| ------------------------- \| ------------------------- \| \| 1.º \| Sepp Kuss \| Team Visma \\| Lease a Bike \| 3 h 22 min 05 s \| \| \| 2.º \| Lorenzo Fortunato \| Astana Qazaqstan Team \| + 7 s \| \| \| 3.º \| Jefferson Cepeda \| Caja Rural-Seguros RGA \| + 7 s \| \| \| 4.º \| Max Poole \| Team dsm-firmenich PostNL \| + 20 s \| \| \| 5.º \| Javier Romo \| Movistar Team \| + 23 s \| \| \| 6.º \| Alexander Cepeda \| EF Education-EasyPost \| + 26 s \| \| \| 7.º \| Pablo Castrillo \| Equipo Kern Pharma \| + 28 s \| \| \| 8.º \| Victor Lafay \| Decathlon-AG2R La Mondiale \| + 32 s \| \| \| 9.º \| Michael Storer \| Tudor Pro Cycling Team \| + 32 s \| \| \| 10.º \| Sergio Higuita \| Red Bull-Bora-Hansgrohe \| + 34 s \| \| |                   |                            |                 |
| |                   |                            |                 |
| |                   |                            |                 |
| Clasificación de la etapa |                   |                            |                 |
| Ciclista | Ciclista          | Equipo                     | Tiempo          |
| 1.º | Sepp Kuss         | Team Visma \| Lease a Bike | 3 h 22 min 05 s |
| 2.º | Lorenzo Fortunato | Astana Qazaqstan Team      | + 7 s           |
| 3.º | Jefferson Cepeda  | Caja Rural-Seguros RGA     | + 7 s           |
| 4.º | Max Poole         | Team dsm-firmenich PostNL  | + 20 s          |
| 5.º | Javier Romo       | Movistar Team              | + 23 s          |
| 6.º | Alexander Cepeda  | EF Education-EasyPost      | + 26 s          |
| 7.º | Pablo Castrillo   | Equipo Kern Pharma         | + 28 s          |
| 8.º | Victor Lafay      | Decathlon-AG2R La Mondiale | + 32 s          |
| 9.º | Michael Storer    | Tudor Pro Cycling Team     | + 32 s          |
| 10.º | Sergio Higuita    | Red Bull-Bora-Hansgrohe    | + 34 s          |

| \| Clasificación general \| Clasificación general \| Clasificación general \| Clasificación general \| Clasificación general \| \| Ciclista \| Ciclista \| Equipo \| Tiempo \| \| \| --------------------- \| --------------------- \| -------------------------- \| --------------------- \| --------------------- \| \| 1.º \| Sepp Kuss \| Team Visma \\| Lease a Bike \| 11 h 24 min 04 s \| \| \| 2.º \| Jefferson Cepeda \| Caja Rural-Seguros RGA \| + 13 s \| \| \| 3.º \| Max Poole \| Team dsm-firmenich PostNL \| + 27 s \| \| \| 4.º \| Lorenzo Fortunato \| Astana Qazaqstan Team \| + 30 s \| \| \| 5.º \| Alexander Cepeda \| EF Education-EasyPost \| + 36 s \| \| \| 6.º \| Pablo Castrillo \| Equipo Kern Pharma \| + 38 s \| \| \| 7.º \| Victor Lafay \| Decathlon-AG2R La Mondiale \| + 42 s \| \| \| 8.º \| Michael Storer \| Tudor Pro Cycling Team \| + 42 s \| \| \| 9.º \| Cian Uijtdebroeks \| Team Visma \\| Lease a Bike \| + 44 s \| \| \| 10.º \| Davide Piganzoli \| Team Polti Kometa \| + 44 s \| \| |                   |                            |                  |
| |                   |                            |                  |
| |                   |                            |                  |
| Clasificación general |                   |                            |                  |
| Ciclista | Ciclista          | Equipo                     | Tiempo           |
| 1.º | Sepp Kuss         | Team Visma \| Lease a Bike | 11 h 24 min 04 s |
| 2.º | Jefferson Cepeda  | Caja Rural-Seguros RGA     | + 13 s           |
| 3.º | Max Poole         | Team dsm-firmenich PostNL  | + 27 s           |
| 4.º | Lorenzo Fortunato | Astana Qazaqstan Team      | + 30 s           |
| 5.º | Alexander Cepeda  | EF Education-EasyPost      | + 36 s           |
| 6.º | Pablo Castrillo   | Equipo Kern Pharma         | + 38 s           |
| 7.º | Victor Lafay      | Decathlon-AG2R La Mondiale | + 42 s           |
| 8.º | Michael Storer    | Tudor Pro Cycling Team     | + 42 s           |
| 9.º | Cian Uijtdebroeks | Team Visma \| Lease a Bike | + 44 s           |
| 10.º | Davide Piganzoli  | Team Polti Kometa          | + 44 s           |

### 4.ª etapa
| Santa María del Campo - Pampliega | contrarreloj individual | (18,5 km) |

| \| Clasificación de la etapa \| Clasificación de la etapa \| Clasificación de la etapa \| Clasificación de la etapa \| Clasificación de la etapa \| \| Ciclista \| Ciclista \| Equipo \| Tiempo \| \| \| ------------------------- \| ------------------------- \| -------------------------- \| ------------------------- \| ------------------------- \| \| 1.º \| Jay Vine \| UAE Team Emirates \| 19 min 51 s \| \| \| 2.º \| Edoardo Affini \| Team Visma \\| Lease a Bike \| + 11 s \| \| \| 3.º \| Antonio Tiberi \| Bahrain Victorious \| + 12 s \| \| \| 4.º \| Finn Fisher-Black \| UAE Team Emirates \| + 16 s \| \| \| 5.º \| Brandon Rivera \| Ineos Grenadiers \| + 17 s \| \| \| 6.º \| Thymen Arensman \| Ineos Grenadiers \| + 20 s \| \| \| 7.º \| Iván Romeo \| Movistar Team \| + 21 s \| \| \| 8.º \| Max Poole \| Team dsm-firmenich PostNL \| + 21 s \| \| \| 9.º \| Txomin Juaristi \| Euskaltel-Euskadi \| + 26 s \| \| \| 10.º \| David de la Cruz \| Q36.5 Pro Cycling Team \| + 38 s \| \| |                   |                            |             |
| |                   |                            |             |
| |                   |                            |             |
| Clasificación de la etapa |                   |                            |             |
| Ciclista | Ciclista          | Equipo                     | Tiempo      |
| 1.º | Jay Vine          | UAE Team Emirates          | 19 min 51 s |
| 2.º | Edoardo Affini    | Team Visma \| Lease a Bike | + 11 s      |
| 3.º | Antonio Tiberi    | Bahrain Victorious         | + 12 s      |
| 4.º | Finn Fisher-Black | UAE Team Emirates          | + 16 s      |
| 5.º | Brandon Rivera    | Ineos Grenadiers           | + 17 s      |
| 6.º | Thymen Arensman   | Ineos Grenadiers           | + 20 s      |
| 7.º | Iván Romeo        | Movistar Team              | + 21 s      |
| 8.º | Max Poole         | Team dsm-firmenich PostNL  | + 21 s      |
| 9.º | Txomin Juaristi   | Euskaltel-Euskadi          | + 26 s      |
| 10.º | David de la Cruz  | Q36.5 Pro Cycling Team     | + 38 s      |

| \| Clasificación general \| Clasificación general \| Clasificación general \| Clasificación general \| Clasificación general \| \| Ciclista \| Ciclista \| Equipo \| Tiempo \| \| \| --------------------- \| --------------------- \| -------------------------- \| --------------------- \| --------------------- \| \| 1.º \| Sepp Kuss \| Team Visma \\| Lease a Bike \| 11 h 44 min 38 s \| \| \| 2.º \| Max Poole \| Team dsm-firmenich PostNL \| + 5 s \| \| \| 3.º \| Finn Fisher-Black \| UAE Team Emirates \| + 34 s \| \| \| 4.º \| Urko Berrade \| Equipo Kern Pharma \| + 41 s \| \| \| 5.º \| Michael Storer \| Tudor Pro Cycling Team \| + 42 s \| \| \| 6.º \| Jefferson Cepeda \| Caja Rural-Seguros RGA \| + 53 s \| \| \| 7.º \| Pablo Castrillo \| Equipo Kern Pharma \| + 57 s \| \| \| 8.º \| Brandon Rivera \| Ineos Grenadiers \| + 59 s \| \| \| 9.º \| Patrick Konrad \| Lidl-Trek \| + 1 min 00 s \| \| \| 10.º \| Sergio Higuita \| Red Bull-Bora-Hansgrohe \| + 1 min 01 s \| \| |                   |                            |                  |
| |                   |                            |                  |
| |                   |                            |                  |
| Clasificación general |                   |                            |                  |
| Ciclista | Ciclista          | Equipo                     | Tiempo           |
| 1.º | Sepp Kuss         | Team Visma \| Lease a Bike | 11 h 44 min 38 s |
| 2.º | Max Poole         | Team dsm-firmenich PostNL  | + 5 s            |
| 3.º | Finn Fisher-Black | UAE Team Emirates          | + 34 s           |
| 4.º | Urko Berrade      | Equipo Kern Pharma         | + 41 s           |
| 5.º | Michael Storer    | Tudor Pro Cycling Team     | + 42 s           |
| 6.º | Jefferson Cepeda  | Caja Rural-Seguros RGA     | + 53 s           |
| 7.º | Pablo Castrillo   | Equipo Kern Pharma         | + 57 s           |
| 8.º | Brandon Rivera    | Ineos Grenadiers           | + 59 s           |
| 9.º | Patrick Konrad    | Lidl-Trek                  | + 1 min 00 s     |
| 10.º | Sergio Higuita    | Red Bull-Bora-Hansgrohe    | + 1 min 01 s     |

### 5.ª etapa
| Frías - Treviño | etapa escarpada | (156 km) |

| \| Clasificación de la etapa \| Clasificación de la etapa \| Clasificación de la etapa \| Clasificación de la etapa \| Clasificación de la etapa \| \| Ciclista \| Ciclista \| Equipo \| Tiempo \| \| \| ------------------------- \| ------------------------- \| ------------------------- \| ------------------------- \| ------------------------- \| \| 1.º \| Pavel Bittner \| Team dsm-firmenich PostNL \| 3 h 44 min 28 s \| \| \| 2.º \| Nicolò Parisini \| Q36.5 Pro Cycling Team \| + 0 s \| \| \| 3.º \| Iván García Cortina \| Movistar Team \| + 0 s \| \| \| 4.º \| Jon Aberasturi \| Euskaltel-Euskadi \| + 0 s \| \| \| 5.º \| Matevž Govekar \| Bahrain Victorious \| + 0 s \| \| \| 6.º \| Marc Brustenga \| Equipo Kern Pharma \| + 0 s \| \| \| 7.º \| Roger Adrià \| Red Bull-Bora-Hansgrohe \| + 0 s \| \| \| 8.º \| Ivo Oliveira \| UAE Team Emirates \| + 0 s \| \| \| 9.º \| Matthew Walls \| Groupama-FDJ \| + 0 s \| \| \| 10.º \| Antonio Angulo \| Burgos-BH \| + 0 s \| \| |                     |                           |                 |
| |                     |                           |                 |
| |                     |                           |                 |
| Clasificación de la etapa |                     |                           |                 |
| Ciclista | Ciclista            | Equipo                    | Tiempo          |
| 1.º | Pavel Bittner       | Team dsm-firmenich PostNL | 3 h 44 min 28 s |
| 2.º | Nicolò Parisini     | Q36.5 Pro Cycling Team    | + 0 s           |
| 3.º | Iván García Cortina | Movistar Team             | + 0 s           |
| 4.º | Jon Aberasturi      | Euskaltel-Euskadi         | + 0 s           |
| 5.º | Matevž Govekar      | Bahrain Victorious        | + 0 s           |
| 6.º | Marc Brustenga      | Equipo Kern Pharma        | + 0 s           |
| 7.º | Roger Adrià         | Red Bull-Bora-Hansgrohe   | + 0 s           |
| 8.º | Ivo Oliveira        | UAE Team Emirates         | + 0 s           |
| 9.º | Matthew Walls       | Groupama-FDJ              | + 0 s           |
| 10.º | Antonio Angulo      | Burgos-BH                 | + 0 s           |

## Clasificaciones finales
- Las clasificaciones finalizaron de la siguiente forma:[5]

### Clasificación general
| \| Clasificación general \| Clasificación general \| Clasificación general \| Clasificación general \| Clasificación general \| \| Ciclista \| Ciclista \| Equipo \| Tiempo \| \| \| --------------------- \| --------------------- \| -------------------------- \| --------------------- \| --------------------- \| \| 1.º \| Sepp Kuss \| Team Visma \\| Lease a Bike \| 15 h 09 min 06 s \| \| \| 2.º \| Max Poole \| Team dsm-firmenich PostNL \| + 5 s \| \| \| 3.º \| Finn Fisher-Black \| UAE Team Emirates \| + 34 s \| \| \| 4.º \| Urko Berrade \| Equipo Kern Pharma \| + 41 s \| \| \| 5.º \| Michael Storer \| Tudor Pro Cycling Team \| + 42 s \| \| \| 6.º \| Jefferson Cepeda \| Caja Rural-Seguros RGA \| + 53 s \| \| \| 7.º \| Pablo Castrillo \| Equipo Kern Pharma \| + 57 s \| \| \| 8.º \| Brandon Rivera \| Ineos Grenadiers \| + 59 s \| \| \| 9.º \| Patrick Konrad \| Lidl-Trek \| + 1 min 00 s \| \| \| 10.º \| Sergio Higuita \| Red Bull-Bora-Hansgrohe \| + 1 min 01 s \| \| |                   |                            |                  |
| |                   |                            |                  |
| Fuente: ProCyclingStats |                   |                            |                  |
| Clasificación general |                   |                            |                  |
| Ciclista | Ciclista          | Equipo                     | Tiempo           |
| 1.º | Sepp Kuss         | Team Visma \| Lease a Bike | 15 h 09 min 06 s |
| 2.º | Max Poole         | Team dsm-firmenich PostNL  | + 5 s            |
| 3.º | Finn Fisher-Black | UAE Team Emirates          | + 34 s           |
| 4.º | Urko Berrade      | Equipo Kern Pharma         | + 41 s           |
| 5.º | Michael Storer    | Tudor Pro Cycling Team     | + 42 s           |
| 6.º | Jefferson Cepeda  | Caja Rural-Seguros RGA     | + 53 s           |
| 7.º | Pablo Castrillo   | Equipo Kern Pharma         | + 57 s           |
| 8.º | Brandon Rivera    | Ineos Grenadiers           | + 59 s           |
| 9.º | Patrick Konrad    | Lidl-Trek                  | + 1 min 00 s     |
| 10.º | Sergio Higuita    | Red Bull-Bora-Hansgrohe    | + 1 min 01 s     |

### Clasificación de la montaña
| Clasificación de la montaña | Clasificación de la montaña | Clasificación de la montaña | Clasificación de la montaña | Clasificación de la montaña |
| Ciclista                    | Ciclista                    | Equipo                      | Puntos                      |                             |
| --------------------------- | --------------------------- | --------------------------- | --------------------------- | --------------------------- |
| 1.º                         | Diego Pablo Sevilla         | Team Polti Kometa           | 50 pts                      |                             |
| 2.º                         | Sepp Kuss                   | Team Visma \| Lease a Bike  | 32 pts                      |                             |
| 3.º                         | Max Poole                   | Team dsm-firmenich PostNL   | 28 pts                      |                             |
| 4.º                         | Jefferson Cepeda            | Caja Rural-Seguros RGA      | 28 pts                      |                             |
| 5.º                         | Gorka Sorarrain             | Caja Rural-Seguros RGA      | 27 pts                      |                             |
| 6.º                         | Lorenzo Fortunato           | Astana Qazaqstan Team       | 25 pts                      |                             |
| 7.º                         | Rodrigo Álvarez             | Burgos-BH                   | 17 pts                      |                             |
| 8.º                         | Chris Hamilton              | Team dsm-firmenich PostNL   | 16 pts                      |                             |
| 9.º                         | Alexander Cepeda            | EF Education-EasyPost       | 14 pts                      |                             |
| 10.º                        | Mario Aparicio              | Burgos-BH                   | 13 pts                      |                             |

### Clasificación por puntos
| Clasificación por puntos | Clasificación por puntos | Clasificación por puntos   | Clasificación por puntos | Clasificación por puntos |
| Ciclista                 | Ciclista                 | Equipo                     | Puntos                   |                          |
| ------------------------ | ------------------------ | -------------------------- | ------------------------ | ------------------------ |
| 1.º                      | Pavel Bittner            | Team dsm-firmenich PostNL  | 57 pts                   |                          |
| 2.º                      | Iván García Cortina      | Movistar Team              | 48 pts                   |                          |
| 3.º                      | Edoardo Affini           | Team Visma \| Lease a Bike | 35 pts                   |                          |
| 4.º                      | Caleb Ewan               | Team Jayco AlUla           | 32 pts                   |                          |
| 5.º                      | Roger Adrià              | Red Bull-Bora-Hansgrohe    | 29 pts                   |                          |
| 6.º                      | Sepp Kuss                | Team Visma \| Lease a Bike | 27 pts                   |                          |
| 7.º                      | Nicolò Parisini          | Q36.5 Pro Cycling Team     | 26 pts                   |                          |
| 8.º                      | Jay Vine                 | UAE Team Emirates          | 25 pts                   |                          |
| 9.º                      | Jon Aberasturi           | Euskaltel-Euskadi          | 23 pts                   |                          |
| 10.º                     | Max Poole                | Team dsm-firmenich PostNL  | 22 pts                   |                          |

### Clasificación de los jóvenes
| Clasificación del mejor joven | Clasificación del mejor joven | Clasificación del mejor joven | Clasificación del mejor joven | Clasificación del mejor joven |
| Ciclista                      | Ciclista                      | Equipo                        | Tiempo                        |                               |
| ----------------------------- | ----------------------------- | ----------------------------- | ----------------------------- | ----------------------------- |
| 1.º                           | Max Poole                     | Team dsm-firmenich PostNL     | 15 h 09 min 11 s              |                               |
| 2.º                           | Finn Fisher-Black             | UAE Team Emirates             | + 29 s                        |                               |
| 3.º                           | Pablo Castrillo               | Equipo Kern Pharma            | + 52 s                        |                               |
| 4.º                           | Davide Piganzoli              | Team Polti Kometa             | + 1 min 00 s                  |                               |
| 5.º                           | Iván Romeo                    | Movistar Team                 | + 1 min 02 s                  |                               |
| 6.º                           | Javier Romo                   | Movistar Team                 | + 1 min 11 s                  |                               |
| 7.º                           | Darren Rafferty               | EF Education-EasyPost         | + 1 min 18 s                  |                               |
| 8.º                           | Thymen Arensman               | Ineos Grenadiers              | + 1 min 26 s                  |                               |
| 9.º                           | Welay Berhe                   | Team Jayco AlUla              | + 1 min 39 s                  |                               |
| 10.º                          | Ibon Ruiz                     | Equipo Kern Pharma            | + 1 min 42 s                  |                               |

### Clasificación por equipos
| Clasificación por equipos | Clasificación por equipos  | Clasificación por equipos | Clasificación por equipos |
| Equipo                    | Equipo                     | Tiempo                    |                           |
| ------------------------- | -------------------------- | ------------------------- | ------------------------- |
| 1.º                       | Team Visma \| Lease a Bike | 45 h 30 min 00 s          |                           |
| 2.º                       | UAE Team Emirates          | + 1 s                     |                           |
| 3.º                       | Equipo Kern Pharma         | + 29 s                    |                           |
| 4.º                       | Ineos Grenadiers           | + 39 s                    |                           |
| 5.º                       | Decathlon-AG2R La Mondiale | + 3 min 49 s              |                           |
| 6.º                       | Polti Kometa               | + 3 min 54 s              |                           |
| 7.º                       | Red Bull-Bora-Hansgrohe    | + 4 min 59 s              |                           |
| 8.º                       | Euskaltel-Euskadi          | + 5 min 51 s              |                           |
| 9.º                       | Movistar Team              | + 6 min 49 s              |                           |
| 10.º                      | EF Education-EasyPost      | + 6 min 56 s              |                           |

## Evolución de las clasificaciones
| Etapa                   |                         | Ganador _     | Clasificación general | Puntos         | Montaña             | Jóvenes       | Equipo _                   |
| ----------------------- | ----------------------- | ------------- | --------------------- | -------------- | ------------------- | ------------- | -------------------------- |
| 1.ª etapa               | etapa escarpada         | Pavel Bittner | Pavel Bittner         | Pavel Bittner  | Diego Pablo Sevilla | Pavel Bittner | Movistar Team              |
| 2.ª etapa               | etapa escarpada         | Caleb Ewan    | Caleb Ewan            | Caleb Ewan     | Diego Pablo Sevilla | Pavel Bittner | Lidl-Trek                  |
| 3.ª etapa               | etapa de montaña        | Sepp Kuss     | Sepp Kuss             | Pavel Bittner  | Diego Pablo Sevilla | Max Poole     | Equipo Kern Pharma         |
| 4.ª etapa               | contrarreloj individual | Jay Vine      | Sepp Kuss             | Edoardo Affini | Diego Pablo Sevilla | Max Poole     | Team Visma \| Lease a Bike |
| 5.ª etapa               | etapa escarpada         | Pavel Bittner | Sepp Kuss             | Pavel Bittner  | Diego Pablo Sevilla | Max Poole     | Team Visma \| Lease a Bike |
| Clasificaciones finales | Clasificaciones finales |               | Sepp Kuss             | Pavel Bittner  | Diego Pablo Sevilla | Max Poole     | Team Visma \| Lease a Bike |

## UCI World Ranking
La Vuelta a Burgos otorgó puntos para el UCI World Ranking para corredores de los equipos en las categorías UCI WorldTeam, UCI ProTeam y Continental. Las siguientes tablas son el baremo de puntuación y los diez corredores que obtuvieron más puntos:
| Posición              | 1.º | 2.º | 3.º | 4.º | 5.º | 6.º | 7.º | 8.º | 9.º | 10.º | 11.º | 12.º | 13.º | 14.º | 15.º | 16.º-30.º | 31.º-40.º |
| Clasificación general | 200 | 150 | 125 | 100 | 85  | 70  | 60  | 50  | 40  | 35   | 30   | 25   | 20   | 15   | 10   | 5         | 3         |
| Por etapa             | 20  | 15  | 10  | 5   | 3   |     |     |     |     |      |      |      |      |      |      |           |           |
| Líder                 | 5   |     |     |     |     |     |     |     |     |      |      |      |      |      |      |           |           |

| Clasificación |                   |                        |         |       |       |       |
| Posición      | Ciclista          | Equipo                 | General | Etapa | Líder | Total |
| ------------- | ----------------- | ---------------------- | ------- | ----- | ----- | ----- |
| 1.º           | Sepp Kuss         | Visma \| Lease a Bike  | 200     | 20    | 10    | 230   |
| 2.º           | Max Poole         | dsm-firmenich PostNL   | 150     | 5     | -     | 155   |
| 3.º           | Finn Fisher-Black | UAE Emirates           | 125     | 5     | -     | 130   |
| 4.º           | Urko Berrade      | Kern Pharma            | 100     | -     | -     | 100   |
| 5.º           | Michael Storer    | Tudor                  | 85      | -     | -     | 85    |
| 6.º           | Jefferson Cepeda  | Caja Rural-Seguros RGA | 70      | 10    | -     | 80    |
| 7.º           | Pablo Castrillo   | Kern Pharma            | 60      | -     | -     | 60    |
| 8.º           | Brandon Rivera    | INEOS Grenadiers       | 50      | 3     | -     | 53    |
| 9.º           | Pavel Bittner     | dsm-firmenich PostNL   | -       | 40    | 5     | 45    |
| 10.º          | Patrick Konrad    | Lidl-Trek              | 40      | -     | -     | 40    |